# Svájci labdarúgó-válogatott
A svájci labdarúgó-válogatott Svájc nemzeti csapata, amelyet a svájci labdarúgó-szövetség (franciául: Association Suisse de Football, németül: Schweizerischer Fussballverband, olaszul: Associazione Svizzera di Football) irányít.
Legjobb eredményei a világbajnokságokon: háromszor jutott el a negyeddöntőig. 1934-ben, 1938-ban és 1954-ben amikor rendezőként volt jelen. Az 1924-es olimpián ezüstérmet szereztek. Svájc utánpótlás csapatai azonban sokkal sikeresebbek voltak ezidáig. Megnyerték a 2002-es U17-es labdarúgó-Európa-bajnokságot és a 2009-es U17-es labdarúgó-világbajnokságot. A 2006-os világbajnokságról úgy kellett búcsúzniuk, hogy nem kaptak egyetlen gólt sem és Ukrajna ellen is csak büntetőpárbajban maradtak alul. Ausztriával közösen adtak otthont a 2008-as Európa-bajnokságnak, ahol azonban a csoportkör után kiestek.

## A válogatott története
Svájc mindig is a világ labdarúgásának homlokterében állt, ugyanis mind a FIFA, mind az UEFA székhelye az országban van. A játék kialakulásában a britek segédkeztek az 1800-as évek végén. Első mérkőzésüket 1905. február 12-én játszották Franciaország ellen, amit 2–0-ra megnyertek. Az 1928. évi nyári olimpiai játékokon ezüstérmet szereztek. A döntőben Uruguay ellen szenvedtek 3–0-s vereséget. Részt vettek az 1934-es világbajnokságon, ahol a negyeddöntőig jutottak, itt azonban a későbbi döntős Csehszlovákia megállította a svájci válogatottat. Az 1938-as világbajnokságon Németország ellen 1–1-s döntetlent játszottak, majd megismételt mérkőzésen 4–2-re győztek. A negyeddöntőben Magyarország ellen szenvedtek 2–0-s vereséget. André Abegglen három gólig jutott a tornán. A válogatott taktikájának nevezetessége a "svájci retesz", hátul a védelemben egyfajta liberóként emberfogó feladat nélkül hagytak egy védőt, aki besegített társainak.
Az 1954-es világbajnokságnak Svájc volt a házigazdája. Első mérkőzésükön 2–1-re legyőzték Olaszországot, ezután Angliától 2–0-ra kikaptak. Olaszország ellen ismét pályára léptek és a megismételt mérkőzésen 4–1-re győztek. A negyeddöntőben egy gólokban gazdag találkozón 7–5 arányban kikaptak Ausztriától és kiestek. Az 1950-es, 1962-es és 1966-os világbajnokságon a csoportkör után kiestek. Ezt követően az 1970-es és 1980-as években egyetlen világ- és Európa-bajnokságra sem sikerült kijutniuk. Legközelebb csak 28 évvel később ismét nagy tornán. Az 1994-es világbajnokságon a házigazda Egyesült Államok, Románia és Kolumbia társaságában A csoportba kerültek. Az USA ellen 1–1-s döntetlennel nyitottak. Ezután Romániát legyőzték 4–1-re, Kolumbia ellen eddig 2–0-s vereséget szenvedtek. A nyolcaddöntőben Spanyolországtól kaptak ki 3–0-ra.
Az 1996-os Európa-bajnokságra is sikeresen kijutottak. Ez volt a svájci válogatott történetnek első kontinenstornája. A sorsolás után az A csoportba kerültek Anglia, Hollandia és Skócia mellé. Először a házigazda angolok ellen léptek pályára. A találkozó 1–1-s döntetlennel zárult, a svájciak gólját Kubilay Türkyılmaz szerezte. Mint utólag kiderül ez volt Svájc egyetlen pontja és gólja a tornán, miután Hollandiától 2–0-s, Skóciától 1–0-s vereséget szenvedtek.

### 2000-es évek
A 2004-es Európa-bajnokságra a selejtezőcsoportját megnyerve jutott ki Svájc. A horvátok elleni 0–0-t Anglia ellen 0–3, Franciaország ellen 1–3 követte. A csoportkör után kiestek.

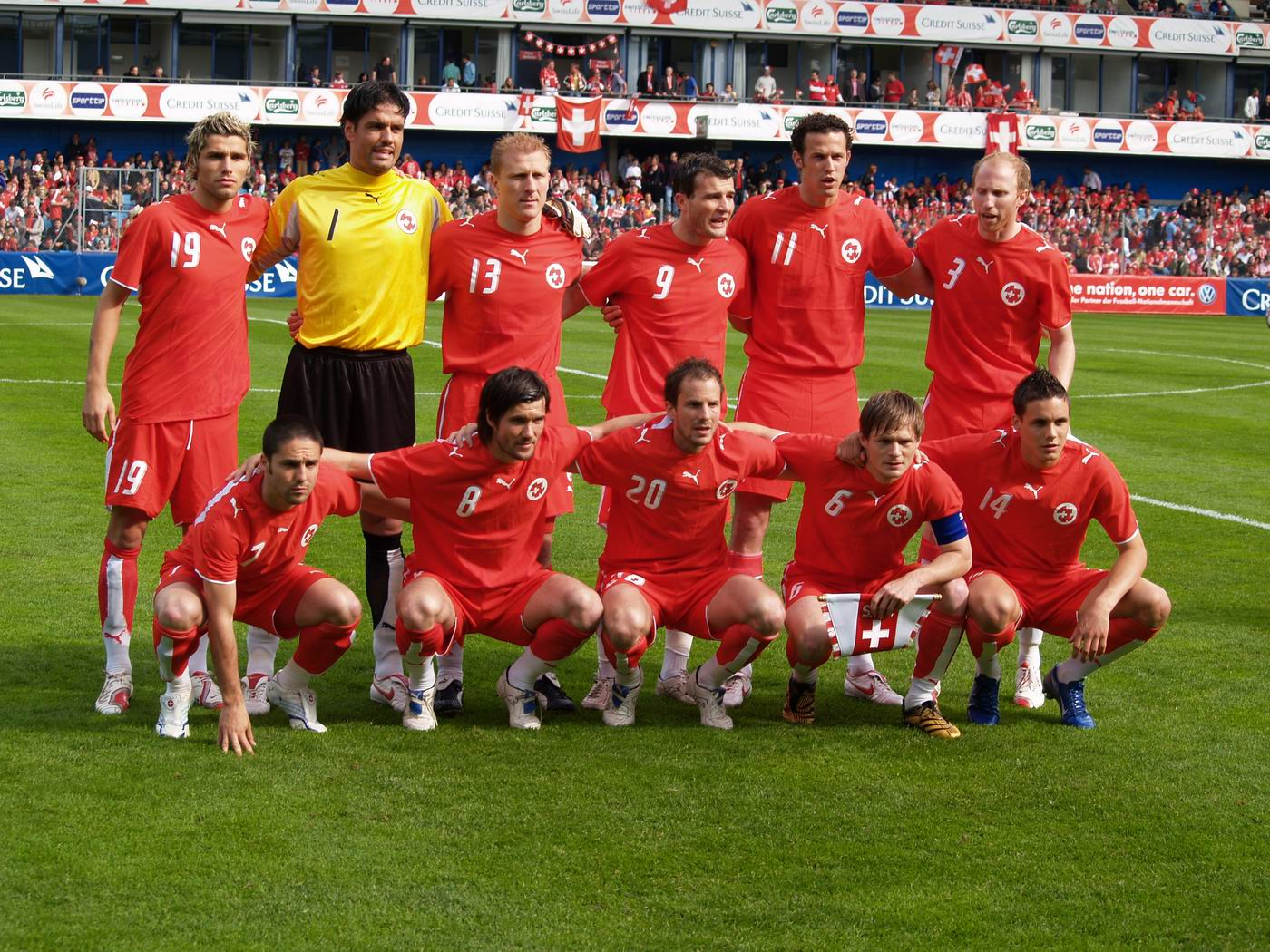
Svájc kezdőcsapata egy Kína elleni barátságos mérkőzésen, a 2006-os világbajnokság előtt.

A 2006-os világbajnokságra is sikerrel vették a selejtezőbeli akadályokat. Világbajnokságon legutóbb 1994-ben jártak. A selejtezőben Franciaország mögött a második helyen léptek tovább, ezért pót-selejtezőt kellett játszaniuk Törökország ellen, amit sikeresen megoldottak. A világbajnokságot Franciaország ellen kezdték egy 0–0-val. Togót és Dél-Koreát 2–0-ra megverték. A legjobb 16 között Ukrajnával találkoztak. A rendes játékidőben és a hosszabbításban nem esett gól, így következtek a tizenegyesrúgások, melyben az ukránok 3–0 arányban győztek. Így Svájc elmondhatta magáról, hogy történelmet írt, ugyanis kapott gól és vereség nélkül esett ki, ami egészen ritka eset és korábban még sosem fordult elő.
2008-ban az Európa-bajnokságnak Svájc és Ausztria közösen adott otthont. A svájciak játszották a nyitómérkőzés Csehország ellen és 1–0-ra kikaptak. A második találkozójukat jól kezdték a törökök ellen és hamar megszerezték a vezetést Hakan Yakın révén. Pechükre azonban fordítottak a törökön és 2–1-re ők nyertek. Ekkor már eldőlt, hogy Svájcnak nincs esélye a továbbjutásra. Az utolsó csoportmérkőzésen azért becsületből legyőzték Portugáliát 2–0-ra.

### 2010-es évek
A 2010-es vb selejtezőiben a Luxemburg elleni kínos hazai vereség ellenére a csoportja első helyén végzett Svájc.
A világbajnokságon a H csoportba kerültek. Első mérkőzésükön bombameglepetésre 1–0-ra legyőzték a nagyon erős és későbbi világbajnok Spanyolországot. A következő ellenfelük Chile volt, aki ellen 1–0-s vereséget szenvedtek, így legalább 2 góllal le kellett győzniük Hondurast az utolsó körben, hogy továbblépjenek. Ez azonban nem sikerült. Egy felejthető mérkőzésen 0–0 lett a vége, így a helvétek a csoport harmadik helyén végeztek.
A 2012-es Európa-bajnokság selejtezőinek G csoportjában Anglia, Montenegró, Bulgária és Wales társaságában szerepeltek. A 8 mérkőzésen 11 pontot szereztek, amivel a harmadik helyen zártak. A 2014-es világbajnokság selejtezőben egy csoportban szerepeltek Szlovéniával, Izlanddal, Norvégiával, Albániával és Ciprussal. Hét győzelemmel és három döntetlennel megnyerték a csoportot és kijutottak a világbajnokságra.
A vb-n az E csoportban szerepeltek. Első mérkőzésükön Ecuadort 2–1-re. Franciaország ellen elszenvedett 5–2-s vereséget szenvedtek, végül Hondurast 3–0-ra verték. Utóbbi mérkőzésen Xherdan Shaqiri mesterhármast ért el. A nyolcaddöntőben Argentínát kapták ellenfélnek. A rendes játékidőben nem esett gól, majd a hosszabbítás 118. percében Ángel Di María révén az argentinok megszerezték a vezetést és végül a győzelmet.
A 2016-os Európa-bajnokság selejtezőiben a második helyen végeztek az E csoportban és ezzel az eredménnyel kijutottak az Eb-re. A sorozatot nem kezdték jól: Anglia ellen hazai pályán 2–0-s, Szlovénia ellen idegenben 1–0-s vereséget szenvedtek. A következő nyolc selejtezőjükből azonban hetet megnyertek.
Az Európa-bajnokságon az A csoportba kerültek; a házigazda Franciaország, Románia és Albánia mellé. Első mérkőzésükön Albániát győzték le 1–0-ra. A találkozó érdekessége volt, hogy a svájci válogatottban több albán származású játékos is szerepelt. A legérdekesebb talán a testvérpár Granit Xhaka és Taulant Xhaka helyzete volt, előbbi a svájci, utóbbi az albán csapatban játszott. Második mérkőzésükön Románia ellen játszottak. Bogdan Stancu tizenegyesével a románok megszerezték a vezetést, amit Admir Mehmedi egyenlített ki. További gólok már nem születtek, így a végeredmény 1–1 lett. Utolsó csoportmérkőzésükön Franciaország ellen 0–0-s döntetlent játszottak. A nyolcaddöntőben Lengyelországgal találkoztak. Jakub Błaszczykowski góljával a lengyelek megszerezték az első félidőben a vezetést, a svájciak azonban egyenlítettek Xherdan Shaqiri látványos ollózós góljával. Végül büntetőpárbajban dőlt a továbbjutás sorsa, melyben a lengyelek bizonyultak jobbnak 5–4 arányban.

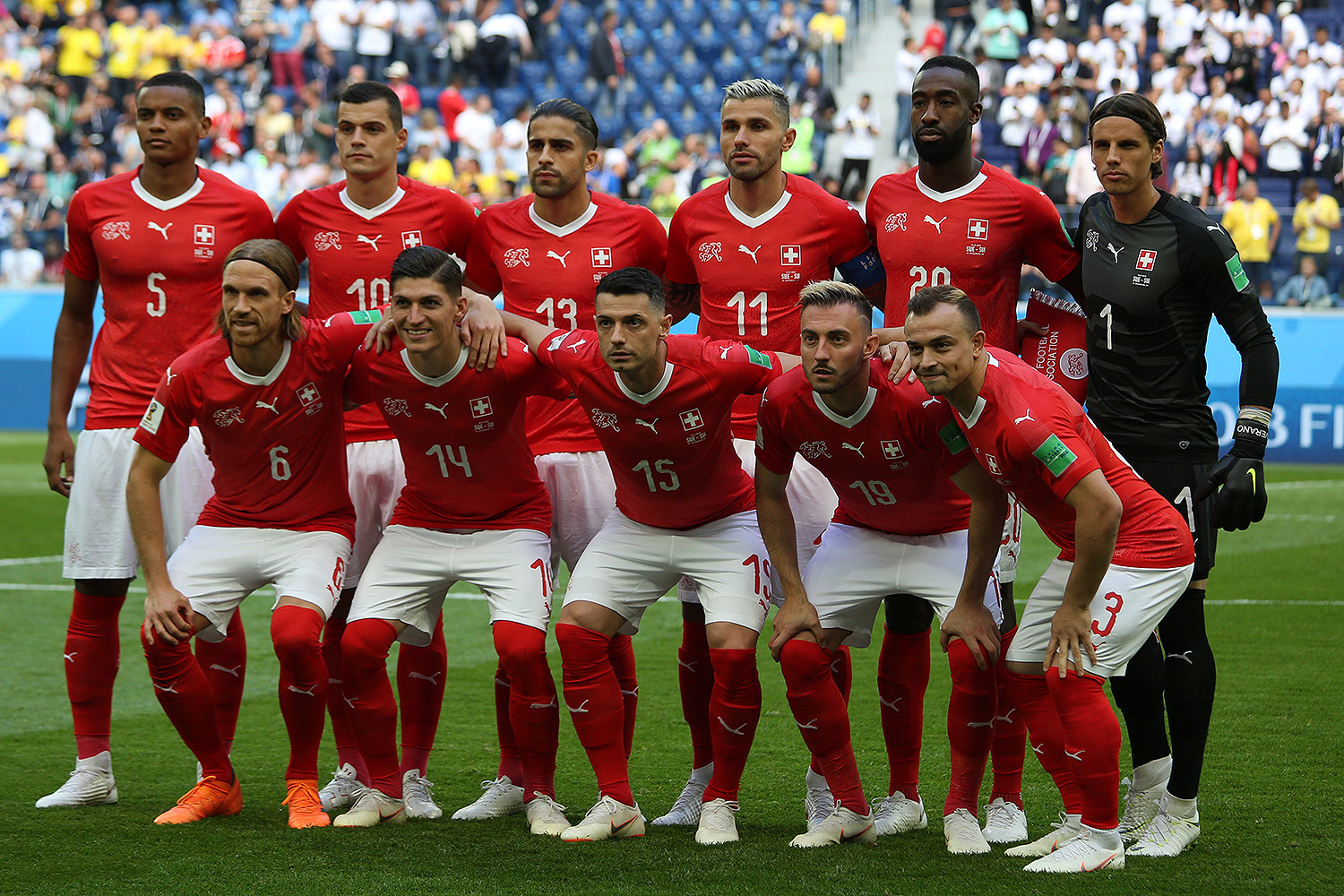
A svájci válogatott a 2018-as világbajnokságon

A 2018-as világbajnokság selejtezőinek B csoportját Portugália mögött a második helyen zárták, ami pótselejtezőt ért. Észak-Írország ellen kellett kiharcolniuk a világbajnoki részvételt és idegenben Ricardo Rodríguez tizenegyesével 1–0-ra nyerték a párharc első mérkőzését. A visszavágón 0–0-ás döntetlen született, amivel kijutottak az oroszországi világbajnokságra, ahol az E csoportban szerepeltek. Az első csoportmérkőzésen az 1–0-ás hátrányt sikerült kiegyenlíteniük Steven Zuber révén. Szerbia ellen gyorsan hátrányba kerültek, de Granit Xhaka és Xherdan Shaqiri góljával megfordították az eredményt és nyertek 2–1-re. Costa Rica ellen egy 2–2-es döntetlennel zárták a csoportkört. A nyolcaddöntőt Svédországgal szemben 1–0-ra elveszítették. A 2018-19-es UEFA Nemzetek Ligájában az A ligában Belgium és Izland volt az ellenfelük. Három győzelemmel és egy vereséggel a csoport élén végeztek és 2019 júniusában részt vettek a négyes döntőben, ahol Portugáliától 3–1-re kaptak ki az elődöntőben, a harmadik helyért rendezett találkozón a 0–0-ás végeredményt követően büntetőkkel maradtak alul az angolokkal szemben. A 2020-21-es kiírásban Spanyolország és Németország mögött a harmadik helyen végeztek.

### 2020-as évek
A 2020-as Európa-bajnokságon az A csoportban szerepeltek Olaszország, Wales és Törökország társaságában. Wales ellen 1–1-es döntetlennel kezdték a tornát. Olaszországtól 3–0-ás vereséget szenvedtek. Törökországot Haris Seferović és Xherdan Shaqiri duplájával győzték le 3–1-re. A legjobb tizenhat között Franciaországgal találkoztak és 3–3-as rendes játékidőt, illetve hosszabbítást követően tizenegyesekkel jutottak tovább 5–4 arányban. Az 1938-as világbajnokság óta ez volt az első győztes mérkőzésük egy rangos torna egyenes kieséses szakaszában. A negyeddöntőben 1–1-es végeredményt követően büntetőkkel estek ki Spanyolország ellen. A 2022-23-as UEFA Nemzetek Ligájában az A ligában szerepeltek és a hat mérkőzésből hármat megnyertek, hármat pedig elveszítettek. Spanyolország és Portugália mögött, Csehországot megelőzve a harmadik helyen végeztek.
A 2022-es világbajnokságon a G csoportban szerepeltek Brazília, Kamerun és Szerbia társaságában. Kamerun ellen 1–0-ás győzelemmel kezdték a tornát, a svájciak gólját Breel Embolo szerezte. A Brazília elleni találkozót 1–0-ra elveszítették. A harmadik csoportmérkőzésen Xherdan Shaqiri, Breel Embolo és Remo Freuler góljával 3–2-re legyőzték Szerbiát és továbbjutottak az egyenes kieséses szakaszba. Portugália ellen azonban 6–1-es vereséget szenvedtek a nyolcaddöntőben és kiestek.

## Stadion

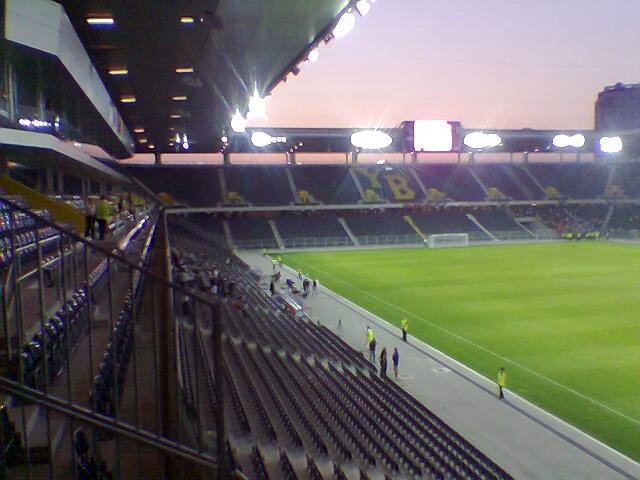
A Stade de Suisse a fővárosban, Bernben található.

A svájci labdarúgó-válogatott otthona hosszú időn keresztül a berni Wankdorfstadion volt, ami 1925-ben épül. Itt játszották az 1954-es labdarúgó-világbajnokság döntőjét. 2001-ben lebontották és a helyén épült fel az új aréna a Stade de Suisse.
Az ország több nagyvárosában szintén rendeztek mérkőzéseket. A legtöbbet: Bázelben a St. Jakob stadionban, majd később a St. Jakob-Parkban, a zürichi Hardturm stadionban, a Lausanne-i a Stade Olympique de la Pontaise-ben és a genfi Charmilles stadionban.

## Nemzetközi eredmények
Olimpiai játékok
- Ezüstérmes: 1 alkalommal (1924)

### Világbajnokság
Egészben vagy részben hazai rendezésű
| Világbajnokság | Világbajnokság | Világbajnokság | Világbajnokság | Világbajnokság | Világbajnokság | Világbajnokság | Világbajnokság | Világbajnokság | Világbajnokság | Selejtezők                         | Selejtezők                         | Selejtezők                         | Selejtezők                         | Selejtezők                         | Selejtezők                         | Selejtezők                         |        |
| Év             | Eredmény       | H.             | M              | Gy             | D              | V              | G+             | G–             | Keret          | H.                                 | M                                  | Gy                                 | D                                  | V                                  | G+                                 | G–                                 |        |
| -------------- | -------------- | -------------- | -------------- | -------------- | -------------- | -------------- | -------------- | -------------- | -------------- | ---------------------------------- | ---------------------------------- | ---------------------------------- | ---------------------------------- | ---------------------------------- | ---------------------------------- | ---------------------------------- | ------ |
| 1930           | nem indult     | nem indult     | nem indult     | nem indult     | nem indult     | nem indult     | nem indult     | nem indult     | nem indult     | nem indult                         | nem indult                         | nem indult                         | nem indult                         | nem indult                         | nem indult                         | nem indult                         |        |
| 1934           | Negyeddöntő    | 7.             | 2              | 1              | 0              | 1              | 5              | 5              | Keret          | 1.                                 | 2                                  | 0                                  | 2                                  | 0                                  | 4                                  | 4                                  |        |
| 1938           | Negyeddöntő    | 7.             | 3              | 1              | 1              | 1              | 5              | 5              | Keret          | 1.                                 | 1                                  | 1                                  | 0                                  | 0                                  | 2                                  | 1                                  |        |
| 1950           | Csoportkör     | 6.             | 3              | 1              | 1              | 1              | 4              | 6              | Keret          | 1.                                 | 2                                  | 2                                  | 0                                  | 0                                  | 8                                  | 4                                  |        |
| 1954           | Negyeddöntő    | 8.             | 4              | 2              | 0              | 2              | 11             | 11             | Keret          | rendezőként automatikusan kijutott | rendezőként automatikusan kijutott | rendezőként automatikusan kijutott | rendezőként automatikusan kijutott | rendezőként automatikusan kijutott | rendezőként automatikusan kijutott | rendezőként automatikusan kijutott |        |
| 1958           | nem jutott ki  | nem jutott ki  | nem jutott ki  | nem jutott ki  | nem jutott ki  | nem jutott ki  | nem jutott ki  | nem jutott ki  | nem jutott ki  | 3.                                 | 4                                  | 0                                  | 1                                  | 3                                  | 6                                  | 11                                 |        |
| 1962           | Csoportkör     | 16.            | 3              | 0              | 0              | 3              | 2              | 8              | Keret          | 2.                                 | 5                                  | 4                                  | 0                                  | 1                                  | 11                                 | 10                                 |        |
| 1966           | Csoportkör     | 16.            | 3              | 0              | 0              | 3              | 1              | 9              | Keret          | 1.                                 | 6                                  | 4                                  | 1                                  | 1                                  | 7                                  | 3                                  |        |
| 1970           | nem jutott ki  | nem jutott ki  | nem jutott ki  | nem jutott ki  | nem jutott ki  | nem jutott ki  | nem jutott ki  | nem jutott ki  | nem jutott ki  | 3.                                 | 6                                  | 2                                  | 1                                  | 3                                  | 5                                  | 8                                  |        |
| 1974           | nem jutott ki  | nem jutott ki  | nem jutott ki  | nem jutott ki  | nem jutott ki  | nem jutott ki  | nem jutott ki  | nem jutott ki  | nem jutott ki  | 3.                                 | 6                                  | 2                                  | 2                                  | 2                                  | 2                                  | 4                                  |        |
| 1978           | nem jutott ki  | nem jutott ki  | nem jutott ki  | nem jutott ki  | nem jutott ki  | nem jutott ki  | nem jutott ki  | nem jutott ki  | nem jutott ki  | 3.                                 | 4                                  | 1                                  | 0                                  | 3                                  | 3                                  | 5                                  |        |
| 1982           | nem jutott ki  | nem jutott ki  | nem jutott ki  | nem jutott ki  | nem jutott ki  | nem jutott ki  | nem jutott ki  | nem jutott ki  | nem jutott ki  | 4.                                 | 8                                  | 2                                  | 3                                  | 3                                  | 9                                  | 12                                 |        |
| 1986           | nem jutott ki  | nem jutott ki  | nem jutott ki  | nem jutott ki  | nem jutott ki  | nem jutott ki  | nem jutott ki  | nem jutott ki  | nem jutott ki  | 3.                                 | 8                                  | 2                                  | 4                                  | 2                                  | 5                                  | 10                                 |        |
| 1990           | nem jutott ki  | nem jutott ki  | nem jutott ki  | nem jutott ki  | nem jutott ki  | nem jutott ki  | nem jutott ki  | nem jutott ki  | nem jutott ki  | 4.                                 | 8                                  | 2                                  | 1                                  | 5                                  | 10                                 | 14                                 |        |
| 1994           | Nyolcaddöntő   | 16.            | 4              | 1              | 1              | 2              | 5              | 7              | Keret          | 2.                                 | 10                                 | 6                                  | 3                                  | 1                                  | 23                                 | 6                                  |        |
| 1998           | nem jutott ki  | nem jutott ki  | nem jutott ki  | nem jutott ki  | nem jutott ki  | nem jutott ki  | nem jutott ki  | nem jutott ki  | nem jutott ki  | 4.                                 | 8                                  | 3                                  | 1                                  | 4                                  | 11                                 | 12                                 |        |
| 2002           | nem jutott ki  | nem jutott ki  | nem jutott ki  | nem jutott ki  | nem jutott ki  | nem jutott ki  | nem jutott ki  | nem jutott ki  | nem jutott ki  | 4.                                 | 10                                 | 4                                  | 2                                  | 4                                  | 18                                 | 12                                 |        |
| 2006           | Nyolcaddöntő   | 10.            | 4              | 2              | 2              | 0              | 4              | 0              | Keret          | 2.                                 | 12                                 | 5                                  | 6                                  | 1                                  | 22                                 | 11                                 |        |
| 2010           | Csoportkör     | 19.            | 3              | 1              | 1              | 1              | 1              | 1              | Keret          | 1.                                 | 10                                 | 6                                  | 3                                  | 1                                  | 18                                 | 8                                  |        |
| 2014           | Nyolcaddöntő   | 11.            | 4              | 2              | 0              | 2              | 7              | 7              | Keret          | 1.                                 | 10                                 | 7                                  | 3                                  | 0                                  | 17                                 | 6                                  |        |
| 2018           | Nyolcaddöntő   | 14.            | 4              | 1              | 2              | 1              | 5              | 5              | Keret          | 2.                                 | 12                                 | 10                                 | 1                                  | 1                                  | 24                                 | 7                                  |        |
| 2022           | Nyolcaddöntő   | 12.            | 4              | 2              | 0              | 2              | 5              | 9              | Keret          | 1.                                 | 8                                  | 5                                  | 3                                  | 0                                  | 15                                 | 2                                  |        |
| 2026           | később         | később         | később         | később         | később         | később         | később         | később         | később         | később                             | később                             | később                             | később                             | később                             | később                             | később                             | később |
| 2030           | később         | később         | később         | később         | később         | később         | később         | később         | később         | később                             | később                             | később                             | később                             | később                             | később                             | később                             | később |
| 2034           | később         | később         | később         | később         | később         | később         | később         | később         | később         | később                             | később                             | később                             | később                             | később                             | később                             | később                             | később |
| Összesen       |                | 12/22          | 41             | 14             | 8              | 19             | 55             | 73             | –              | Összesen                           | 140                                | 68                                 | 37                                 | 35                                 | 220                                | 150                                |        |

### Európa-bajnokság
Egészben vagy részben hazai rendezésű
| Európa-bajnokság | Európa-bajnokság | Európa-bajnokság | Európa-bajnokság | Európa-bajnokság | Európa-bajnokság | Európa-bajnokság | Európa-bajnokság | Európa-bajnokság | Európa-bajnokság | Selejtezők                         | Selejtezők                         | Selejtezők                         | Selejtezők                         | Selejtezők                         | Selejtezők                         | Selejtezők                         |        |
| Év               | Eredmény         | H.               | M                | Gy               | D                | V                | G+               | G–               | Keret            | H.                                 | M                                  | Gy                                 | D                                  | V                                  | G+                                 | G–                                 |        |
| ---------------- | ---------------- | ---------------- | ---------------- | ---------------- | ---------------- | ---------------- | ---------------- | ---------------- | ---------------- | ---------------------------------- | ---------------------------------- | ---------------------------------- | ---------------------------------- | ---------------------------------- | ---------------------------------- | ---------------------------------- | ------ |
| 1960             | nem indult       | nem indult       | nem indult       | nem indult       | nem indult       | nem indult       | nem indult       | nem indult       | nem indult       | nem indult                         | nem indult                         | nem indult                         | nem indult                         | nem indult                         | nem indult                         | nem indult                         |        |
| 1964             | nem jutott ki    | nem jutott ki    | nem jutott ki    | nem jutott ki    | nem jutott ki    | nem jutott ki    | nem jutott ki    | nem jutott ki    | nem jutott ki    | Első forduló                       | 2                                  | 0                                  | 1                                  | 1                                  | 2                                  | 4                                  |        |
| 1968             | nem jutott ki    | nem jutott ki    | nem jutott ki    | nem jutott ki    | nem jutott ki    | nem jutott ki    | nem jutott ki    | nem jutott ki    | nem jutott ki    | 3.                                 | 6                                  | 2                                  | 1                                  | 3                                  | 17                                 | 13                                 |        |
| 1972             | nem jutott ki    | nem jutott ki    | nem jutott ki    | nem jutott ki    | nem jutott ki    | nem jutott ki    | nem jutott ki    | nem jutott ki    | nem jutott ki    | 2.                                 | 6                                  | 4                                  | 1                                  | 1                                  | 12                                 | 5                                  |        |
| 1976             | nem jutott ki    | nem jutott ki    | nem jutott ki    | nem jutott ki    | nem jutott ki    | nem jutott ki    | nem jutott ki    | nem jutott ki    | nem jutott ki    | 4.                                 | 6                                  | 1                                  | 1                                  | 4                                  | 5                                  | 10                                 |        |
| 1980             | nem jutott ki    | nem jutott ki    | nem jutott ki    | nem jutott ki    | nem jutott ki    | nem jutott ki    | nem jutott ki    | nem jutott ki    | nem jutott ki    | 4.                                 | 8                                  | 2                                  | 0                                  | 6                                  | 7                                  | 18                                 |        |
| 1984             | nem jutott ki    | nem jutott ki    | nem jutott ki    | nem jutott ki    | nem jutott ki    | nem jutott ki    | nem jutott ki    | nem jutott ki    | nem jutott ki    | 2.                                 | 6                                  | 2                                  | 2                                  | 2                                  | 7                                  | 9                                  |        |
| 1988             | nem jutott ki    | nem jutott ki    | nem jutott ki    | nem jutott ki    | nem jutott ki    | nem jutott ki    | nem jutott ki    | nem jutott ki    | nem jutott ki    | 4.                                 | 8                                  | 1                                  | 5                                  | 2                                  | 9                                  | 9                                  |        |
| 1992             | nem jutott ki    | nem jutott ki    | nem jutott ki    | nem jutott ki    | nem jutott ki    | nem jutott ki    | nem jutott ki    | nem jutott ki    | nem jutott ki    | 2.                                 | 8                                  | 4                                  | 2                                  | 2                                  | 19                                 | 7                                  |        |
| 1996             | Csoportkör       | 13.              | 3                | 0                | 1                | 2                | 1                | 4                | Keret            | 1.                                 | 8                                  | 5                                  | 2                                  | 1                                  | 15                                 | 7                                  |        |
| 2000             | nem jutott ki    | nem jutott ki    | nem jutott ki    | nem jutott ki    | nem jutott ki    | nem jutott ki    | nem jutott ki    | nem jutott ki    | nem jutott ki    | 3.                                 | 8                                  | 4                                  | 2                                  | 2                                  | 9                                  | 5                                  |        |
| 2004             | Csoportkör       | 15.              | 3                | 0                | 1                | 2                | 1                | 6                | Keret            | 1.                                 | 8                                  | 4                                  | 3                                  | 1                                  | 15                                 | 11                                 |        |
| 2008             | Csoportkör       | 9.               | 3                | 1                | 0                | 2                | 3                | 3                | Keret            | rendezőként automatikusan kijutott | rendezőként automatikusan kijutott | rendezőként automatikusan kijutott | rendezőként automatikusan kijutott | rendezőként automatikusan kijutott | rendezőként automatikusan kijutott | rendezőként automatikusan kijutott |        |
| 2012             | nem jutott ki    | nem jutott ki    | nem jutott ki    | nem jutott ki    | nem jutott ki    | nem jutott ki    | nem jutott ki    | nem jutott ki    | nem jutott ki    | 3.                                 | 8                                  | 3                                  | 2                                  | 3                                  | 12                                 | 10                                 |        |
| 2016             | Nyolcaddöntő     | 11.              | 4                | 1                | 3                | 0                | 3                | 2                | Keret            | 2.                                 | 10                                 | 7                                  | 0                                  | 3                                  | 24                                 | 8                                  |        |
| 2020             | Negyeddöntő      | 7.               | 5                | 1                | 3                | 1                | 8                | 9                | Keret            | 1.                                 | 8                                  | 5                                  | 2                                  | 1                                  | 19                                 | 6                                  |        |
| 2024             | Negyeddöntő      | 6.               | 5                | 2                | 3                | 0                | 8                | 4                | Keret            | 2.                                 | 10                                 | 4                                  | 5                                  | 1                                  | 22                                 | 11                                 |        |
| 2028             | később           | később           | később           | később           | később           | később           | később           | később           | később           | később                             | később                             | később                             | később                             | később                             | később                             | később                             | később |
| 2032             | később           | később           | később           | később           | később           | később           | később           | később           | később           | később                             | később                             | később                             | később                             | később                             | később                             | később                             | később |
| Összesen         | Negyeddöntő      | 6/17             | 23               | 5                | 11               | 7                | 24               | 28               | –                | Összesen                           | 110                                | 48                                 | 29                                 | 33                                 | 194                                | 133                                |        |

### UEFA Nemzetek Ligája
Aranyérem
      Ezüstérem
      Bronzérem
      Negyedik hely
| Csoportkör / Negyeddöntő / Osztályozó | Csoportkör / Negyeddöntő / Osztályozó | Csoportkör / Negyeddöntő / Osztályozó | Csoportkör / Negyeddöntő / Osztályozó | Csoportkör / Negyeddöntő / Osztályozó | Csoportkör / Negyeddöntő / Osztályozó | Csoportkör / Negyeddöntő / Osztályozó | Csoportkör / Negyeddöntő / Osztályozó | Csoportkör / Negyeddöntő / Osztályozó | Csoportkör / Negyeddöntő / Osztályozó | Csoportkör / Negyeddöntő / Osztályozó | Csoportkör / Negyeddöntő / Osztályozó | Egyenes kieséses szakasz | Egyenes kieséses szakasz | Egyenes kieséses szakasz | Egyenes kieséses szakasz | Egyenes kieséses szakasz | Egyenes kieséses szakasz | Egyenes kieséses szakasz | Egyenes kieséses szakasz | Egyenes kieséses szakasz |
| Szezon                                | Liga                                  | Csoport                               | H                                     | M                                     | Gy                                    | D                                     | V                                     | G+                                    | G–                                    | Feljutás/kiesés                       | Helyezés                              | Év                       | Eredmény                 | M                        | Gy                       | D                        | V                        | G+                       | G–                       | Keret                    |
| ------------------------------------- | ------------------------------------- | ------------------------------------- | ------------------------------------- | ------------------------------------- | ------------------------------------- | ------------------------------------- | ------------------------------------- | ------------------------------------- | ------------------------------------- | ------------------------------------- | ------------------------------------- | ------------------------ | ------------------------ | ------------------------ | ------------------------ | ------------------------ | ------------------------ | ------------------------ | ------------------------ | ------------------------ |
| 2018–19                               | A                                     | 2.                                    | 1.                                    | 4                                     | 3                                     | 0                                     | 1                                     | 14                                    | 5                                     | Állandó                               | 4.                                    | 2019                     | Negyedik hely            | 2                        | 0                        | 1                        | 1                        | 1                        | 3                        | Keret                    |
| 2020–21                               | A                                     | 4.                                    | 3.                                    | 6                                     | 1                                     | 3                                     | 2                                     | 9                                     | 8                                     | Állandó                               | 11.                                   | 2021                     | nem jutott be            | nem jutott be            | nem jutott be            | nem jutott be            | nem jutott be            | nem jutott be            | nem jutott be            | nem jutott be            |
| 2022–23                               | A                                     | 2.                                    | 3.                                    | 6                                     | 3                                     | 0                                     | 3                                     | 6                                     | 9                                     | Állandó                               | 9.                                    | 2023                     | nem jutott be            | nem jutott be            | nem jutott be            | nem jutott be            | nem jutott be            | nem jutott be            | nem jutott be            | nem jutott be            |
| 2024–25                               | A                                     | 4.                                    | 4.                                    | 6                                     | 0                                     | 2                                     | 4                                     | 6                                     | 14                                    | Csökkenés                             | 21.                                   | 2025                     | nem jutott be            | nem jutott be            | nem jutott be            | nem jutott be            | nem jutott be            | nem jutott be            | nem jutott be            | nem jutott be            |
| 2026–27                               | B                                     |                                       |                                       |                                       |                                       |                                       |                                       |                                       |                                       |                                       |                                       | 2027                     | nem jutott be            | nem jutott be            | nem jutott be            | nem jutott be            | nem jutott be            | nem jutott be            | nem jutott be            | nem jutott be            |
| Összesen                              | Összesen                              | Összesen                              | Összesen                              | 22                                    | 7                                     | 5                                     | 10                                    | 35                                    | 36                                    |                                       |                                       |                          | 1/5                      | 2                        | 0                        | 1                        | 1                        | 1                        | 3                        |                          |

### Olimpiai szereplés
| Év       | Eredmény                | Hely                    | M                       | Gy                      | D                       | V                       | Rg                      | Kg                      |
| -------- | ----------------------- | ----------------------- | ----------------------- | ----------------------- | ----------------------- | ----------------------- | ----------------------- | ----------------------- |
| 1908     | Nem indult              | Nem indult              | Nem indult              | Nem indult              | Nem indult              | Nem indult              | Nem indult              | Nem indult              |
| 1912     | Nem indult              | Nem indult              | Nem indult              | Nem indult              | Nem indult              | Nem indult              | Nem indult              | Nem indult              |
| 1920     | Nem indult              | Nem indult              | Nem indult              | Nem indult              | Nem indult              | Nem indult              | Nem indult              | Nem indult              |
| 1924     | Ezüstérmes              | 2.                      | 6                       | 4                       | 1                       | 1                       | 15                      | 6                       |
| 1928     | 1. forduló              | 16.                     | 1                       | 0                       | 0                       | 1                       | 0                       | 4                       |
| 1932     | Nem volt labdarúgótorna | Nem volt labdarúgótorna | Nem volt labdarúgótorna | Nem volt labdarúgótorna | Nem volt labdarúgótorna | Nem volt labdarúgótorna | Nem volt labdarúgótorna | Nem volt labdarúgótorna |
| 1936     | Nem indult              | Nem indult              | Nem indult              | Nem indult              | Nem indult              | Nem indult              | Nem indult              | Nem indult              |
| 1948     | Nem indult              | Nem indult              | Nem indult              | Nem indult              | Nem indult              | Nem indult              | Nem indult              | Nem indult              |
| 1952     | Nem indult              | Nem indult              | Nem indult              | Nem indult              | Nem indult              | Nem indult              | Nem indult              | Nem indult              |
| 1956     | Nem indult              | Nem indult              | Nem indult              | Nem indult              | Nem indult              | Nem indult              | Nem indult              | Nem indult              |
| 1960     | Nem jutott be           | Nem jutott be           | Nem jutott be           | Nem jutott be           | Nem jutott be           | Nem jutott be           | Nem jutott be           | Nem jutott be           |
| 1964     | Nem jutott be           | Nem jutott be           | Nem jutott be           | Nem jutott be           | Nem jutott be           | Nem jutott be           | Nem jutott be           | Nem jutott be           |
| 1968     | Nem jutott be           | Nem jutott be           | Nem jutott be           | Nem jutott be           | Nem jutott be           | Nem jutott be           | Nem jutott be           | Nem jutott be           |
| 1972     | Nem jutott be           | Nem jutott be           | Nem jutott be           | Nem jutott be           | Nem jutott be           | Nem jutott be           | Nem jutott be           | Nem jutott be           |
| 1976     | Nem indult              | Nem indult              | Nem indult              | Nem indult              | Nem indult              | Nem indult              | Nem indult              | Nem indult              |
| 1980     | Nem indult              | Nem indult              | Nem indult              | Nem indult              | Nem indult              | Nem indult              | Nem indult              | Nem indult              |
| 1984     | Nem indult              | Nem indult              | Nem indult              | Nem indult              | Nem indult              | Nem indult              | Nem indult              | Nem indult              |
| 1988     | Nem jutott be           | Nem jutott be           | Nem jutott be           | Nem jutott be           | Nem jutott be           | Nem jutott be           | Nem jutott be           | Nem jutott be           |
| 1992     | Nem jutott be           | Nem jutott be           | Nem jutott be           | Nem jutott be           | Nem jutott be           | Nem jutott be           | Nem jutott be           | Nem jutott be           |
| 1996     | Nem jutott be           | Nem jutott be           | Nem jutott be           | Nem jutott be           | Nem jutott be           | Nem jutott be           | Nem jutott be           | Nem jutott be           |
| 2000     | Nem jutott be           | Nem jutott be           | Nem jutott be           | Nem jutott be           | Nem jutott be           | Nem jutott be           | Nem jutott be           | Nem jutott be           |
| 2004     | Nem jutott be           | Nem jutott be           | Nem jutott be           | Nem jutott be           | Nem jutott be           | Nem jutott be           | Nem jutott be           | Nem jutott be           |
| 2008     | Nem jutott be           | Nem jutott be           | Nem jutott be           | Nem jutott be           | Nem jutott be           | Nem jutott be           | Nem jutott be           | Nem jutott be           |
| 2012     | Csoportkör              | 13.                     | 3                       | 0                       | 1                       | 2                       | 2                       | 4                       |
| 2016     | Nem jutott be           | Nem jutott be           | Nem jutott be           | Nem jutott be           | Nem jutott be           | Nem jutott be           | Nem jutott be           | Nem jutott be           |
| Összesen | Ezüstérmes              | 3/24                    | 10                      | 4                       | 2                       | 4                       | 17                      | 14                      |

- 1948 és 1988 között amatőr, 1992-től kezdődően U23-as játékosok vettek részt az olimpiai játékokon

## Mezek a válogatott története során
A svájci labdarúgó-válogatott hagyományos szerelése piros mez, fehér vagy piros nadrág és piros sportszár. A váltómez leggyakrabban fehér mezből, piros vagy fehér nadrágból és fehér sportszárból áll. 
Hazai
| 1994-es vb | 1996-os Eb | 2004-es Eb | 2005–2006 | 2006-os vb | 2008-as Eb | 2010-es vb | 2014-es vb |  |

Idegenbeli
| 1994-es vb | 2006-os vb | 2008-as Eb | 2010-es vb | 2014-es vb |

## Játékosok

### Játékoskeret
A válogatott kerete a 2024-es Európa-bajnokságra.
A pályára lépések és gólok száma 2024. június 4-én a  Észtország elleni mérkőzés után lett frissítve.
| Szám          | Név               | Születési dátum (kor)          | Válogatottság | Gólok   | Klub                     |
| Kapusok       | Kapusok           | Kapusok                        | Kapusok       | Kapusok | Kapusok                  |
| ------------- | ----------------- | ------------------------------ | ------------- | ------- | ------------------------ |
| 1             | Yann Sommer       | 1988. december 17. (36 éves)   | 88            | 0       | Internazionale           |
| 12            | Yvon Mvogo        | 1994. június 6. (30 éves)      | 9             | 0       | Lorient                  |
| 21            | Gregor Kobel      | 1997. december 6. (27 éves)    | 5             | 0       | Borussia Dortmund        |
| Védők         |                   |                                |               |         |                          |
| 3             | Silvan Widmer     | 1993. március 5. (32 éves)     | 42            | 3       | Mainz 05                 |
| 4             | Nico Elvedi       | 1996. szeptember 30. (28 éves) | 52            | 2       | Borussia Mönchengladbach |
| 5             | Manuel Akanji     | 1995. július 19. (29 éves)     | 59            | 3       | Manchester City          |
| 13            | Ricardo Rodríguez | 1992. augusztus 25. (32 éves)  | 114           | 9       | Torino                   |
| 15            | Cédric Zesiger    | 1998. június 24. (26 éves)     | 3             | 0       | VfL Wolfsburg            |
| 18            | Leonidas Stergiou | 2002. március 3. (23 éves)     | 2             | 0       | VfB Stuttgart            |
| 22            | Fabian Schär      | 1991. december 20. (33 éves)   | 81            | 8       | Newcastle United         |
| Középpályások |                   |                                |               |         |                          |
| 6             | Vincent Sierro    | 1995. október 8. (29 éves)     | 2             | 0       | Toulouse                 |
| 8             | Remo Freuler      | 1992. április 15. (33 éves)    | 66            | 8       | Bologna                  |
| 10            | Granit Xhaka      | 1992. szeptember 27. (32 éves) | 124           | 14      | Bayer Leverkusen         |
| 20            | Michel Aebischer  | 1997. január 6. (28 éves)      | 19            | 0       | Bologna                  |
| 23            | Xherdan Shaqiri   | 1991. október 10. (33 éves)    | 122           | 31      | Chicago Fire             |
| 24            | Ardon Jashari     | 2002. június 30. (22 éves)     | 2             | 0       | Luzern                   |
|               | Denis Zakaria     | 1996. november 20. (28 éves)   | 54            | 3       | Monaco                   |
|               | Fabian Rieder     | 2002. február 16. (23 éves)    | 5             | 0       | Rennes                   |
| Támadók       |                   |                                |               |         |                          |
| 7             | Zeki Amdouni      | 2000. december 4. (24 éves)    | 14            | 7       | Burnley                  |
| 9             | Kwadwo Duah       | 1997. február 24. (28 éves)    | 1             | 0       | Ludogorec Razgrad        |
| 11            | Renato Steffen    | 1991. november 3. (33 éves)    | 39            | 4       | Lugano                   |
| 14            | Steven Zuber      | 1991. augusztus 17. (33 éves)  | 53            | 11      | AEK Athén                |
| 17            | Ruben Vargas      | 1998. augusztus 5. (26 éves)   | 42            | 7       | Augsburg                 |
| 19            | Dan Ndoye         | 2000. október 25. (24 éves)    | 10            | 0       | Bologna                  |
|               | Breel Embolo      | 1997. február 14. (28 éves)    | 63            | 13      | Monaco                   |
|               | Noah Okafor       | 2000. május 24. (24 éves)      | 21            | 2       | Milan                    |

## Válogatottsági rekordok
Az adatok 2016. november 13. állapotoknak felelnek meg.
- A még aktív játékosok félkövérrel vannak megjelölve.

| #  | Játékos              | Időszak   | Mérkőzés |
| -- | -------------------- | --------- | -------- |
| 1  | Heinz Hermann        | 1978–1991 | 118      |
| 2  | Alain Geiger         | 1980–1996 | 112      |
| 3  | Stéphane Chapuisat   | 1989–2004 | 103      |
| 4  | Johann Vogel         | 1995–2007 | 94       |
| 5  | Gökhan Inler         | 2006–     | 89       |
| 6  | Stephan Lichtsteiner | 2006–     | 88       |
| 7  | Hakan Yakın          | 2000–2011 | 87       |
| 8  | Alexander Frei       | 2001–2011 | 84       |
| 9  | Patrick Müller       | 1998–2008 | 81       |
| 10 | Severino Minelli     | 1930–1943 | 80       |

| # | Játékos            | Időszak   | Mérkőzés | Gólok |
| - | ------------------ | --------- | -------- | ----- |
| 1 | Alexander Frei     | 2001–2011 | 84       | 42    |
| 2 | Kubilay Türkyılmaz | 1988–2001 | 62       | 34    |
| 2 | Max Abegglen       | 1922–1937 | 68       | 34    |
| 4 | André Abegglen     | 1927–1943 | 52       | 29    |
| 4 | Jacques Fatton     | 1946–1955 | 53       | 29    |
| 6 | Adrian Knup        | 1989–1996 | 49       | 26    |
| 7 | Josef Hügi         | 1951–1961 | 34       | 23    |
| 8 | Charles Antenen    | 1948–1962 | 56       | 22    |
| 9 | Lauro Amadò        | 1935–1948 | 54       | 21    |
| 9 | Stéphane Chapuisat | 1989–2004 | 103      | 21    |

### Ismert játékosok
| - Max Abegglen - Stéphane Chapuisat - Alexander Frei - Alain Geiger - Stéphane Henchoz - Heinz Hermann - Philippe Senderos | - Alain Sutter - Kubilay Türkyılmaz - Johann Vogel - Johan Vonlanthen - Hakan Yakın - Murat Yakın - Pascal Zuberbühler |

## Szövetségi kapitányok

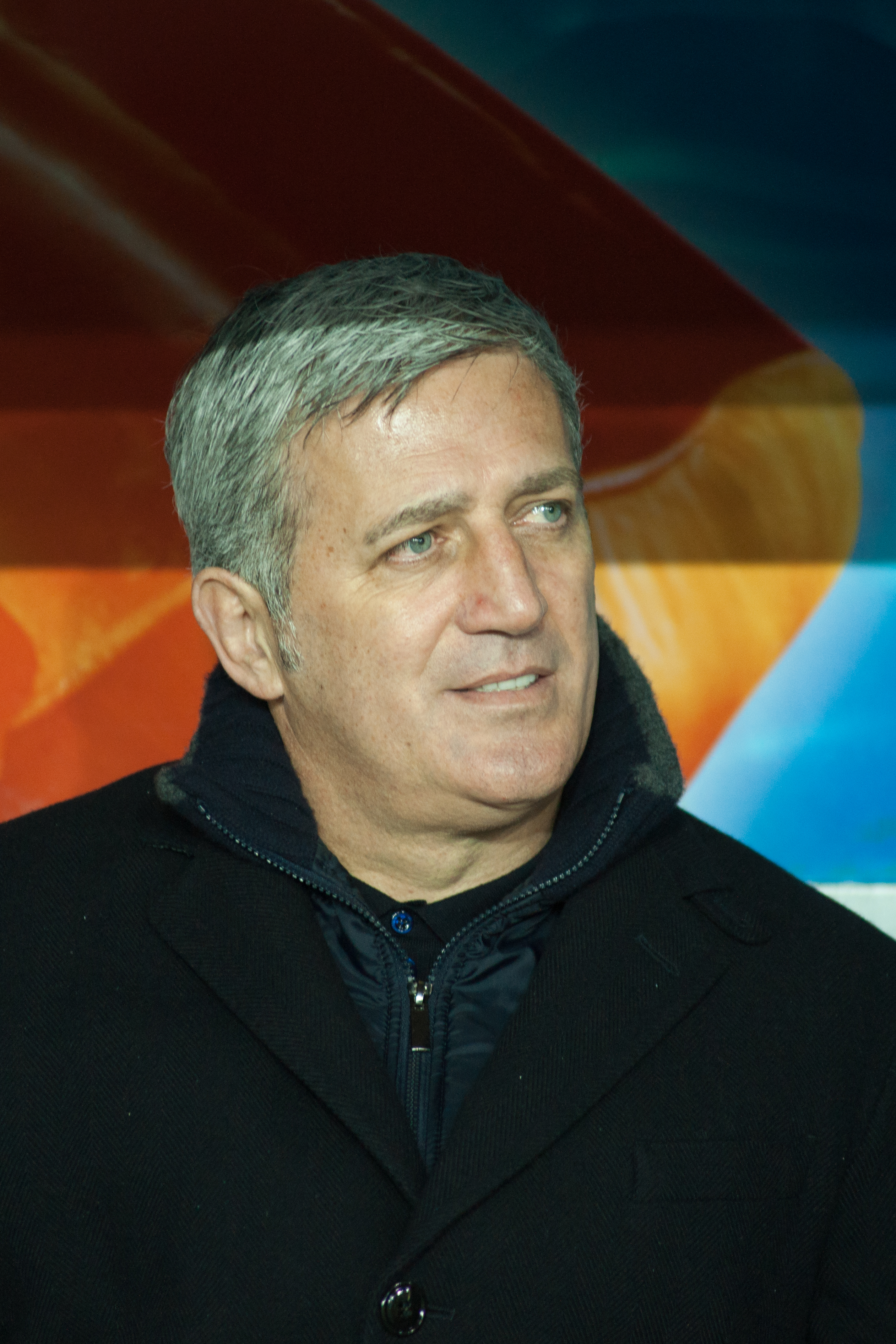
Vladimir Petković 2014 és 2021 között irányította a svájci válogatottat

| Nemzetiség | Kapitány          | Időszak     |
| ---------- | ----------------- | ----------- |
| AUT        | Karl Rappan       | 1960 – 1963 |
| ITA        | Alfredo Foni      | 1964 –1967  |
| SUI        | Erwin Ballabio    | 1967 – 1969 |
| SUI        | Louis Maurer      | 1970 – 1971 |
| SUI        | René Hüssy        | 1973 – 1976 |
| YUG        | Miroslav Blažević | 1976 – 1977 |
| SUI        | Roger Vonlanthen  | 1977 – 1979 |
| SUI        | Leo Walker        | 1979 –1980  |
| SUI        | Paul Wolfisberg   | 1981 –1985  |
| SUI        | Daniel Jeandupeux | 1986 –1989  |
| GER        | Uli Stielike      | 1989 –1991  |
| ENG        | Roy Hodgson       | 1992 –1995  |
| POR        | Artur Jorge       | 1996 –1996  |
| AUT        | Rolf Fringer      | 1996 –1997  |
| FRA        | Gilbert Gress     | 1998 –1999  |
| ARG        | Enzo Trossero     | 2000 –2001  |
| SUI        | Jakob "Köbi" Kuhn | 2001 –2008  |
| GER        | Ottmar Hitzfeld   | 2008 –2014  |
| BIH · SUI  | Vladimir Petković | 2014 –2021  |
| SUI · TUR  | Murat Yakın       | 2021 –      |